# Orde van Australië

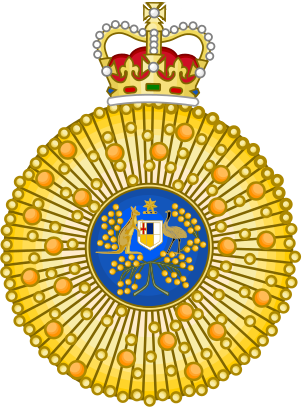
Orde van Australië

De Orde van Australië (Engels: Order of Australia) is een door koningin Elizabeth II op 4 februari 1975 ingestelde ridderorde. De orde verving de tot op dat ogenblik ook in Australië toegekende Britse ridderorden. De onderscheiding die voor burgerlijke en militaire verdienste in twee divisies en vijf graden wordt verleend beloont "Australische burgers en vreemdelingen voor verdiensten".
- Ridder of Dame (Engels: "Knight" of "Dame"), AK of AD
- Companion (Engels: "Companion"), AC
- Officier (Engels: "Officer"), AO
- Lid (Engels: "Member"), AM
- Medaille van de Orde van Australië (Engels: "Medal of the Order of Australia"), OAM.

De hoogste graad die ook persoonlijke adeldom verleende is sinds 1986 niet meer verleend. Deze graad bestaat niet in de militaire divisie van de Orde van Australië. De letters achter de onderscheidingen mogen achter de naam worden gedragen.

## Geschiedenis
De conservatieve Australische regering vulde de Orde van Australië in 1976 aan met de rang van Ridders en Dame. In het egalitaire Australië is politiek en maatschappelijk adeldom omstreden en in de jaren 80 werden er, volgens een onderlinge afspraak tussen de regering en de oppositie, geen voordrachten voor deze graad en de daarbij behorende titel "Sir" of "Dame" meer gedaan.
De in 1976 ingestelde medaille was niet omstreden en wordt nog steeds uitgereikt.
In 1986 werd de instelling van een Riddergraad door de sociaaldemocraten weer ongedaan gemaakt.
De Orde van Canada is het model voor de Orde van Australië geweest. De twee orden verschillen in het toekenningsbeleid; waar Canada zelden buitenlanders decoreert, er zijn niet meer 12 benoemingen in den vreemde, is Australië eerder vrijgevig met zijn enige ridderorde.

## Benoemingen
Een niet politiek gebonden Raad van de Orde van Australië beoordeelt de voordrachten en adviseert de gouverneur-generaal over de graad waarin iemand dient te worden benoemd. "Eminente prestaties" en verdiensten voor Australië of de mensheid worden met de graad van companion beloond. Grote verdienste kan met het officierschap worden onderscheiden en het lidmaatschap is de beloning voor verdiensten op een bepaald vlak of voor een bepaalde groep mensen.De medaille van de Orde van Australië wordt voor diensten die een bijzondere blijk van erkenning verdienen toegekend.
Iedereen mag een voordracht doen en de onderscheidingen worden tweemaal per jaar, op Australia Day en op de officiële verjaardag van de koningin bekendgemaakt. De onderscheiding wordt niet postuum toegekend.

## Insignia
Het kleinood, een medaillon, werd door de goudsmid Stuart Devlin ontworpen. De Companions dragen een gouden medaillon en dat van de Officieren, Leden en Medailles is van verguld zilver.
Het medaillon stelt een wattlebloem voor en de ring in het midden verbeeldt de zee. Als verhoging dient de kroon van Sint Eduard de Belijder. Bij de Commandeurs is het kleinood met citrienen ingelegd. Bij de leden is alleen de kroon geëmailleerd en de medaille is van ongeëmailleerd goud.
De ster van de Ridders en Dames is een medaillon met citroenen en het wapen van Australië in het midden.
Het lint is blauw met in het midden een guirlande van wattlebloemen. De Militaire Divisie heet een lint met een guirlande van wattlebloemen en twee gouden strepen. De Companions en Officieren dragen de onderscheiding aan een lint om de hals. De Leden en Medailles dragen hun kleinood aan een lint op de linkerborst. Dames mogen de insignes naar eigen keuze aan een strik op de schouder of net als de heren dragen.

## De Ridders in de Orde van Australië
- Souverein: H.M. Elizabeth II Koningin van Australië
- Ridders: 
  - Sir Zelman Cowen AK GCMG GCVO QC (8 december 1977)
  - Z.K.H. De Prins van Wales KG KT GCB OM AK QSO PC ADC (14 maart 1981)
  - Sir Ninian Stephen KG AK KCMG GCVO OBE (29 juli 1982)
- De Officieren (functionarissen) van de Orde van Australië:
  - Kanselier: generaal-majoor Michael Jeffery AC CVO MC (gouverneur-generaal van Australië)
  - Secretaris: Malcolm Hazell CVO (Officieel secretaris van de gouverneur-generaal )
  - Nick Cave
  - Paul Kelly